# Аванесов Роберт Арташевич
Роберт Арташевич Аванесов (нар. 15 березня 1938) — радянський український футболіст, півзахисник.

## Життєпис
Футбольну кар'єру розпочав у складі «Хіміка». У Класі «Б» дебютував у 1960 році, в якому зіграв 33 матчі (4 голи). У 1963 році підсилив черкаський «Колгоспник», у футболці якого провів два сезони. За цей час у Класі Б зіграв 64 матчі та відзначився 14-а голами. Сезон 1965 року розпочав у складі олександрійського «Шахтаря», у футболці якого провів 2 поєдинки. Проте по ходу сезону повернувся до «Колгоспника», у складі черкаського клубу зіграв 31 матч та відзначився 3-а голами. По завершенні сезону закінчив футбольну кар'єру.